# Karbamazepin
Karbamazepín je antiepileptik (protiepileptično zdravilo), ki zavira napetostne natrijeve kanalčke, zlasti pri visoki frekvenci proženja akcijskih potencialov. Po zgradbi je soroden tricikličnim antidepresivom. Uporablja se pri zdravljenju žariščne in generalizirane epilepsije (ni učinkovit pri malih epileptičnih napadih (absencah) ali miokloničnih napadih) ter tudi pri nevropatski bolečini, v kombinaciji z drugimi zdravili pri shizofreniji ter kot zdravilo drugega izbora pri bipolarni motnji.
Pogosta neželena učinka sta omotica in slabost. Med hude neželene učinke spadajo kožni izpuščaj, zavrto delovanje kostnega mozga, samomorilne misli in zmedenost. Ne sme se uporabljati pri bolnikih z znano motnjo delovanja kostnega mozga, tudi v preteklosti. Uporaba med nosečnostjo lahko škodi nerojenemu otroku, vendar pa prekinitev zdravljenja pri bolnici, ki zanosi, ni priporočljiva. Uporaba v času dojenja ni priporočljiva. Pri bolnikih z ledvičnimi ali jetrnimi težavami je potrebna previdnost.
Karbamazepin je leta 1953 odkril švicarski kemik Walter Schindler. Kot zdravilo je prišel na tržišče leta 1962. Na trgu so na voljo generična zdravila.  Uvrščen je na seznam osnovnih zdravil Svetovne zdravstvene organizacije, torej med najpomembnejša učinkovita in varna zdravila, potrebna za normalno zagotavljanje zdravstvene oskrbe.

## Klinična uporaba
Karbamazepin se tipično uporablja za zdravljenje epilepsije in nevropatske bolečine. Kot zdravilo drugega izbora seuporablja tudi za zdravljenje bipolarne motnje in v kombinaciji z antipsihotičnimi zdravili pri zdravljenju shizofrenije, če zdravljenje s konvencionalnimi antipsihotiki ni učinkovito. Ni učinkovit pri malih epileptičnih napadih (absencah) ali miokloničnih napadih.

## Neželeni učinki
Karbamazepin ima precej neželenih učinkov. Pogosta neželena učinka sta omotica in slabost. Pri 10–20 % bolnikov pride do preobčutljivostne reakcije in je treba zdravilo ukiniti. Manj neželenih učinkov naj bi imela oblika zdravila s podaljšanim sproščanjem.
Povzroči lahko motnje delovanja kostnega mozga. Poročali so o agranulocitozi in aplastični anemiji, vendar je njuna incidenca zelo nizka, tveganje ob zdravljenju s karbamazepinom pa je težko oceniti. Med zdravljenjem s karbamazepinom se lahko občasno do pogosto pojavi prehodno ali trajno
zmanjšanje števila krvnih ploščic (trombocitov) ali belih krvničk (levkocitov). Učinki so v večini primerov prehodni in ne vodijo v aplastično anemijo ali agranulocitozo. Če se pojavi levkopenija (znižano število belih krvničk v krvi), ki je resna, napredujoča ali pa jo spremljajo klinični simptomi, kot sta vročina in boleče grlo, je treba zdravljenje s karbamazepinom prekiniti.
Pojavijo se lahko znaki toksičnosti za jetra. Možni so kožni izpuščaji (vključno s toksično epidermalno nekrolizo in Stevens-Johnsonovim sindromom), ki so lahko tudi resni in celo usodni. možen je tudi pojav samomorilskih misli.